# Адамов, Михаил Прокофьевич
Михаи́л Проко́фьевич Ада́мов (27 октября 1874, Лапотково — 27 октября 1946, Москва) — русский советский трубач и педагог, артист оркестров Большого и Мариинского театров, профессор Московской консерватории, Герой Труда, Заслуженный артист РСФСР.

## Биография

### Исполнительская деятельность
В 1896 году Михаил Адамов окончил Музыкально-драматическое училище Московского филармонического общества по классу А. К. Марквардта. C 1889 по 1897 год он играл в оркестре Большого театра в Москве. В 1897 и 1898 годах Адамов преподавал в музыкальном училище Русского музыкального общества в Одессе. С 1898 по 1902 он играл первую трубу в оркестре Императорского Мариинского театра в Петербурге. В 1903 году Михаил Адамов вновь вернулся в Москву, где до конца жизни работал солистом-корнетистом оркестра Большого театра. По воспоминаниям его ученика Михаила Ветрова, Адамов с таким энтузиазмом относился к своей работе, что это позволяло ему сохранять профессиональную форму даже в пожилом возрасте, что является редкостью для исполнителей на медных духовых инструментах.

### Педагогическая деятельность
Первый его опыт преподавания относится к 1897 и 1898 годам, когда Адамов, покинув Москву, преподавал в музыкальном училище Русского музыкального общества в Одессе. Среди его учеников того периода был известный впоследствии джазовый музыкант Яков Скоморовский. В 1912 году он стал первым русским музыкантом, приглашённым преподавать в класс духовых инструментов в Московской консерватории. До этого духовые инструменты преподавали исключительно иностранцы, преимущественно немцы и чехи. В 1918 году Адамов получил звание профессора консерватории. Он преподавал в консерватории около 20 лет, и прекратил педагогическую деятельность там в 1932 году. Кроме того, Адамов некоторое время преподавал также в Московском музыкальном техникуме им. братьев Рубинштейн. Среди учеников Михаила Адамова такие трубачи как Сергей Болотин и Михаил Ветров.

## Творчество
Ученик Михаила Адамова заслуженный деятель искусств Бурятской АССР Михаил Ветров вспоминал своего учителя как темпераментного умного музыканта-виртуоза и талантливого педагога. Отличительными особенностями его исполнительской манеры, по мнению Ветрова, являлись:
лёгкий, свободный амбушюр, ровное звучание во всех регистрах, безукоризненное звукоизвлечение, какая-то особая цепкость в игре, отличное двойное и тройное стаккато, почти не знающее пределов скорости, неиссякаемый запас дыхания, плавное, «скользящее» легато в любых интервалах.

## Награды
- Герой Труда (1924)
- Заслуженный артист РСФСР (1934)